# Jacobo Sedelmayer
Jacobo Santiago Sedelmayer (Frisinga, Alemania; 6 de enero de 1703-Aldeavieja, España; 12 de febrero de 1779) fue un explorador y misionero jesuita de origen alemán, perteneciente a la Compañía de Jesús de la Provincia de Nueva España,en la Pimería Alta, y uno de los desatacados evangelizadores en las Misiones jesuíticas en el Desierto de Sonora. Hizo largos viajes de exploraciones en la Nueva España con grandes descubrimientos como el de la península de Baja California y la fundación de varias misiones (ahora pueblos importantes) donde visitó a las tribus de los pápagos, pimas y cocomaricopas y exploró en los ríos Pima, Gila y Colorado.

## Primeros Años
A los 19 años, el 7 de septiembre de 1722, ingresó en la Orden Jesuita de su localidad natal.Hizo su petición como misionero al General de la Orden en Roma y fue aceptado. De Alemania cruzó los Alpes rumbo a Génova Italia donde se embarcó a Málaga, donde a caballo se trasladó a Cádiz, donde fue embarcado en el velero Santa Rosa a la Nueva España el 22 de noviembre de 1735, junto con 49 compañeros misioneros, arribando el 18 de febrero de 1736 a Veracruz. 

## En la nueva España
Fue enviado a terminar sus terceros votos en el colegio San Pedro y San Pablo en Ciudad de México. El 6 de mayo de 1736, fue enviado a la Pimería Alta en la Provincia de Sonora, siendo asignado con el padre Gaspar Stiger a San Ignacio de Cabórica del Rectorado de Nuestra Señora de los Dolores.

Semanas después, todavía en el año de 1736 fue enviado a administrar la misión de San Pedro de Tubutama, misión fundada por el padre Eusebio Francisco Kino, la cual atendía 9 ranchería para unos 500 habitantes dispersos, logrando atraer a as población, para que vivieran en comunidad. Así Tubutama se convirtió en cabecera. En su trabajo de evangelización luchaba contra la hechicería, y curanderos, de manera que varias veces trataron de matarlo con saetas envenenadas por lo que comentó en carta al padre Kramer:
"mi vida temporal estaba constantemente en peligro mientras yo trataba de explicarles la celestial. . ."

### Exploraciones
A partir de septiembre de 1743 Sedelmayer inicia la exploración de la zona septentrional de México. En el año de 1745 se le da visitar las misiones de Sonora y California, confirmando que California era una península. Regresó al norte de México para continuar la exploración y el contacto con los indígenas.En el año 1749 emprendió un viaje hacia el poniente del territorio de Sonora, llegando hasta el río Colorado. El 17 de noviembre de 1750 emprendió otro largo viaje acompañado de una gran escolta, con el fin de llegar al desemboque del río Colorado hasta el mar de California, llegó a río Gila y al paraje donde se junta con el Colorado, y se dirigió río abajo a explorar la nación de las tribus yumas.

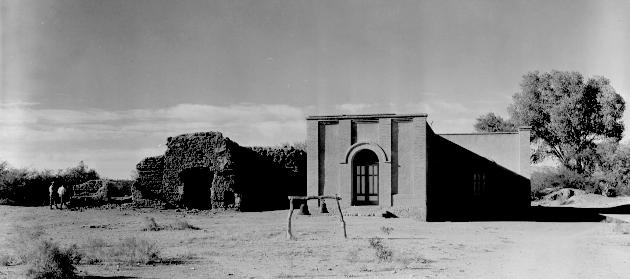
Misión de Santa Teresa de Átil fundada por Sedelmayer

Estudió la lengua pima la cual estudió y en diez años pudo concluir una obra donde se describen tales estudios, sin embargo fueron destruidos por los ataques de los indígenas.
El 20 de noviembre del año 1751 hubo una Rebelión Pima donde fueron liderados por Luis Oacpicagigua o Luis de Sáric que resultó el martirio de Tomás Tello en Caborca y Enrique Ruhen en Xonoydag y Sedelmayer recibió dos pedradas en la cabeza y un flechazo en un brazo, habiéndose incendiado la recopilación de sus escritos. Los sobrevivientes se refugiaron en San Ignacio. Para su recuperación fue enviado a Huásabas y ya recuperado en 1752 a la misión de Guevavi. En 1754 fue trasladado a la misión de Tecoripa.
Re-fundó la misión de Misión de Santa Teresa de Átil, hoy el pueblo de Átil, a la que posteriormente llegó Ignacio Pfefferkorn en 1756. 

## Últimos años
En el año de 1764 comenzó a profesar en el Colegio de Mátape en el río Yaqui. En junio de 1767 cuando los jesuitas fueron expulsados de México Sedelmayer, salió junto con otros 51 hermanos misioneros, por orden de Juan Nentuig, en una nave sueca. Llegó y se refugió por años en España y falleció el 12 de febrero de 1779 en Aldeavieja en la provincia española de Ávila.

## Obra
- Diccionario Pima - Español
- Gramática pima